# Natalia Osipova
Natalia Petrovna Osipova (Russisch: Ната́лья Петро́вна О́сипова, Moskou, 18 mei 1986) is een Russische ballerina.
Sinds 2013 is Osipova prima ballerina bij het Royal Ballet in Londen. Voorheen was ze werkzaam bij het Bolsjojballet (2004-2011), waar ze begonnen was na haar afstuderen aan de Moskouse Staatsacademie voor Choreografie (1995 tot 2004). In 2019 verscheen er over haar de documentaire Force of Nature.

## Uitgebrachte voorstellingen
- 2024: Manon als Manon met Reece Clarke (Des Grieux) met het Royal Ballet
- 2020: Raymonda, Act III, als Raymonda met Vadim Muntagirov (Jean de Brienne) met het Royal Ballet
- 2020: Medusa als Medusa met het Royal Ballet (Choreograaf: Sidi Larbi Cherkaoui)
- 2019: The Mother, als moeder met Jonathan Goddard (Choreograaf: Arthur Pita)
- 2019: La Bayadère, als Gamzatti met Marianela Núñez (Nikiya), Vadim Muntagirov (Solor) en het Royal Ballet
- 2017: Woolf Works als Orlando (tweede bedrijf "Becomings") met het Royal Ballet
- 2016: Anastasia, als Anastasia/Anna Anderson met het Royal Ballet
- 2016: Rhapsody, met Steven McRae met het Royal Ballet
- 2015: Don Quixote, als Kitri met het Ballet van de Teatro alla Scala
- 2015: Het zwanenmeer, als Odile/Odette met Matthew Golding (Prins Siegfried) met het Royal Ballet
- 2015: La fille mal gardée, als Lise met Steven McRae (Colas) met het Royal Ballet
- 2014: Giselle, als Giselle met Carlos Acosta (Albrecht) met het Royal Ballet
- 2013: Notre-Dame de Paris, als Esmeralda met Roberto Bolle (Quasimodo) met het Ballet van de Teatro alla Scala
- 2011: Coppélia, als Swanilda met het Bolsjojballet
- 2010: Flames of Paris, als Jeanne met het Bolsjojballet